# Shaykh al-Hadid (nahija)
Nahija Shaykh al-Hadid (ar. ناحية شيخ الحديد‎)  je nahija u okrugu Afrin, u sirijskoj pokrajini Alep. Površina nahije je 93,52 km2. Po popisu iz 2004. (prije rata), nahija je imala 13.871 stanovnika. Administrativno sjedište je u naselju Shaykh al-Hadid.